# آکسفورد (میشیگان)
آکسفورد (به انگلیسی: Oxford) یک روستان در ایالات متحده آمریکا است که در شهرستان اوکلاند، میشیگان واقع شده‌است. آکسفورد ۳٫۸۱ کیلومتر مربع مساحت و ۳٬۴۳۶ نفر جمعیت دارد و ۳۲۲ متر بالاتر از سطح دریا واقع شده‌است.

## نگارخانه

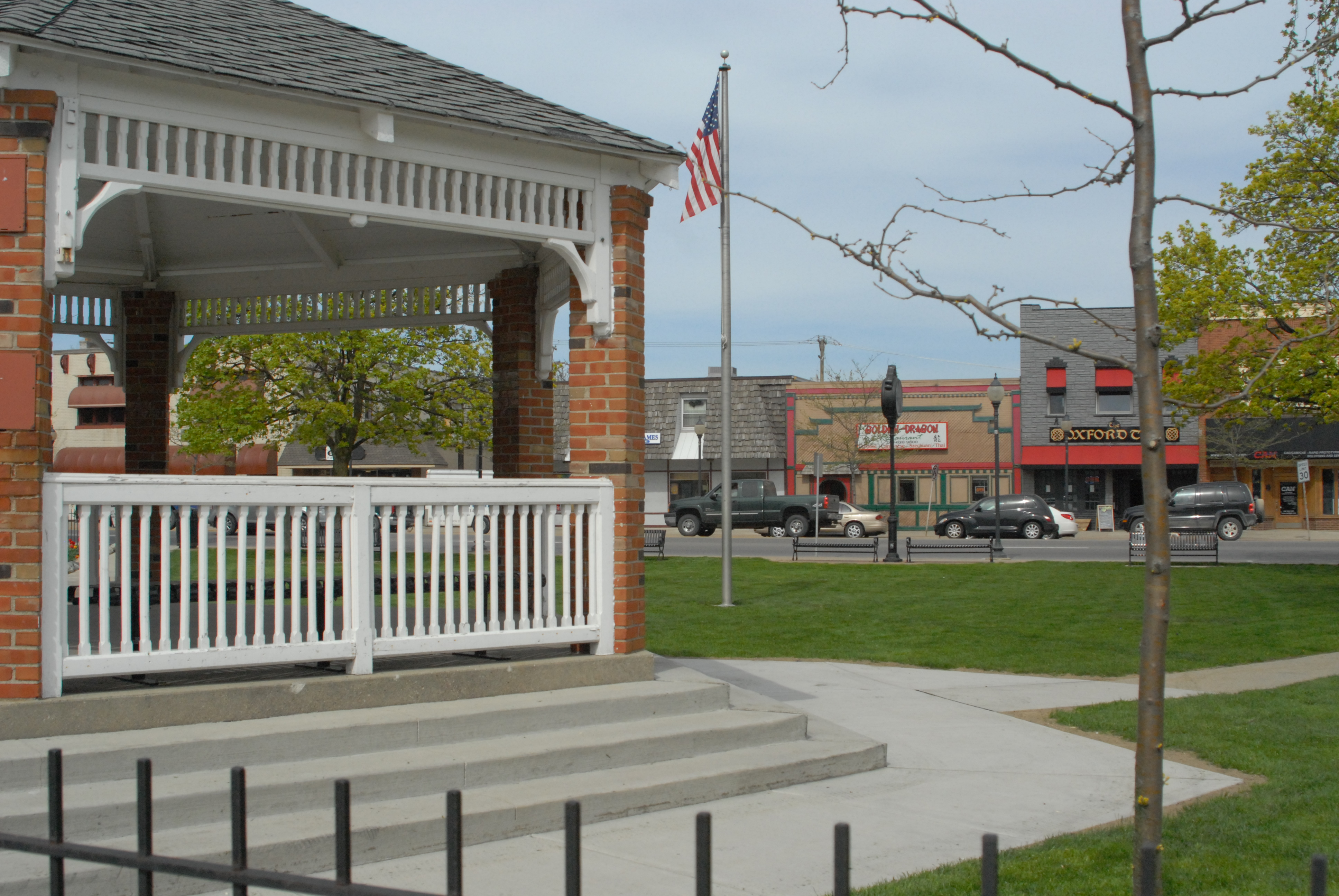
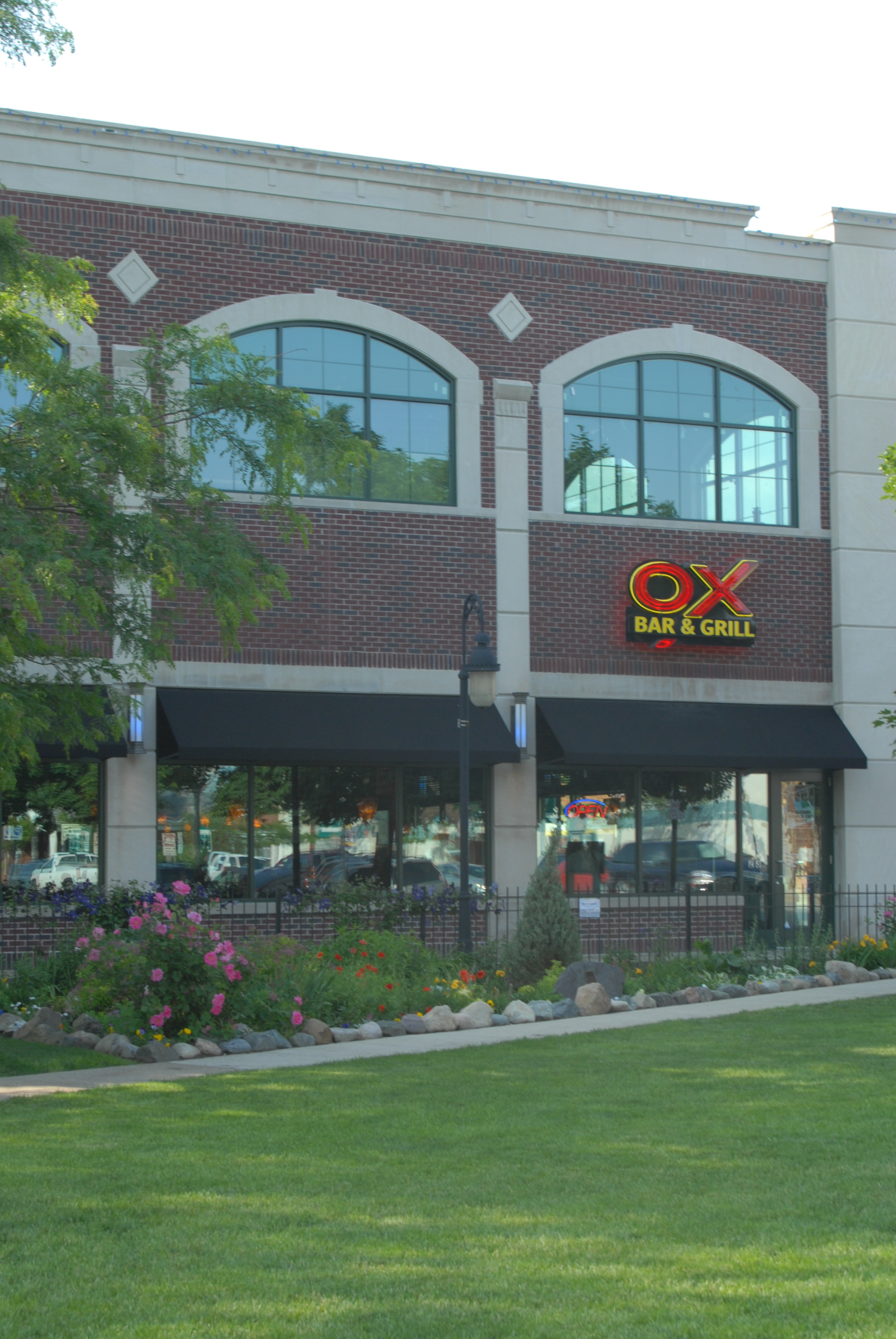
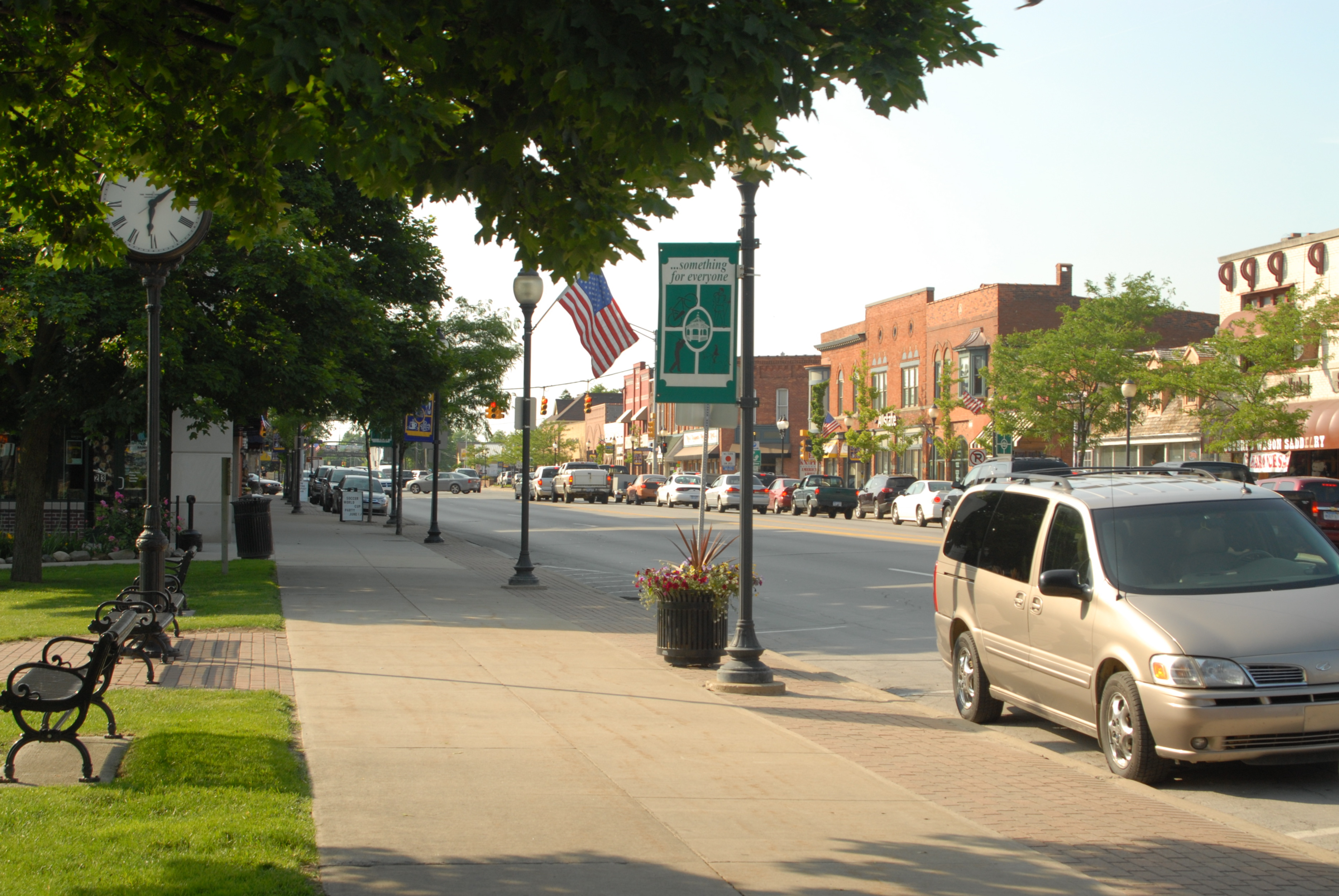
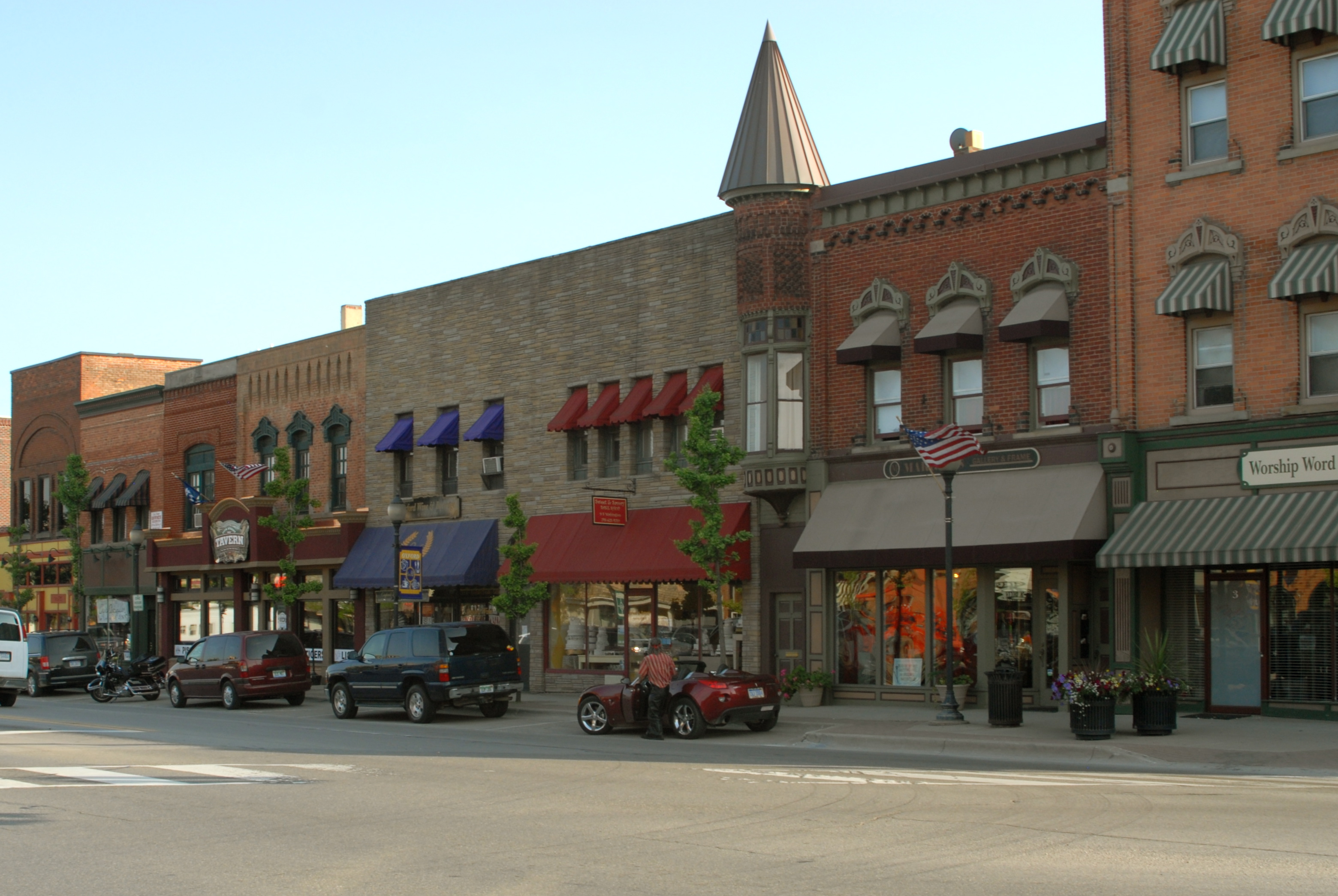
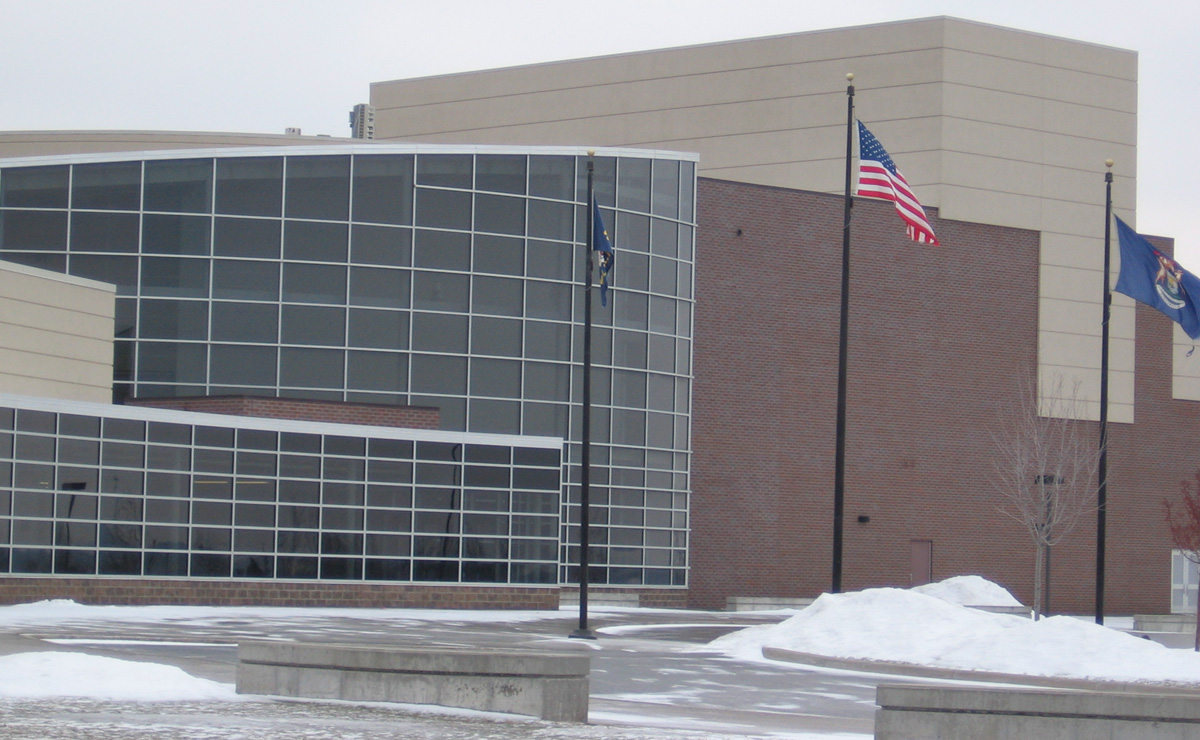